# Óscar Cabedo
Óscar Cabedo Cardá (nascido em 12 de novembro de 1994 em Onda (Castelló)) é um ciclista espanhol, membro da equipa Burgos BH.

## Biografia
Nascida em 12 de novembro  de  1994 em Onda (Castelló) (Comunidade valenciana), Óscar Cabedo obtém a sua primeira bicicleta de carreira em agosto 2012. Um mês mais tarde, o seu irmão Víctor Cabedo, corredor da formação Euskaltel-Euskadi, falece num acidente de viação. Em memória deste, Óscar decide de começar a competição aos 18 anos.
Durando três anos, corre nas fileiras da equipa Seguros Bilbao, pela qual o seu irmão Víctor tem passado igualmente. Esta desaparece à saída da temporada de 2016. Óscar Cabedo apanha então o clube Escribano Deporte em 2017. Bom escalador, é uma das revelações do ciclismo amador em Espanha. Durante a Volta a Leão, impõe-se em solitário na etapa rainha da prova, à cimeira do Alto dos Ancares, e termina quarto da classificação geral. Na Copa de Espanha de ciclismo, obtém diversos lugares de honra terminando quinto da Clássica Cidade de Torredonjimeno, sexto da Memorial Valenciaga e sétimo da Santikutz Klasika. Classifica-se igualmente segundo do grande Prêmio de Villareal, quarto da Dorletako Ama Saria, oitava da Volta a Tenerife e nono da Volta a Samora. No mês de outubro, a imprensa especializada anuncia a chegada do corredor nas fileiras da formação Burgos BH, equipa postulante para a degrau continental profissional a contar da temporada de 2018. Encontra assim o seu outro irmão mais velho José Cabedo, director desportivo nas fileiras desta formação.
Para os seus começos profissionais em 2018, faz boa impressão nas carreiras em Espanha, terminando 11.º da Volta a Aragão, 19.º da Voltas às Astúrias e 34.º da Volta ao País basco, para a sua primeira prova de nível WorldTour. Graças a estas boas temporadas, é selecionado pela sua equipa para disputar a Volta a Espanha.
No final da época de 2024 acabara sua carreira como ciclista profissional

## Palmarés
- 2017
  -     - 4. ª etapa da Volta a Leão

  - 2.º do grande Prêmio de Villareal
  - 3.º da Copa da Espanha Esperanças

### Resultados na as grandes voltas

#### Volta a Espanha
2 participações
- 2018 : 86.º
- 2019 : 116.º

### Classificações mundiais
| Ano             | 2018   | 2019  |
| UCI Europe Tour | 1 364. | 1 846 |